# Ловер-Ченсфорд Тауншип (округ Йорк, Пенсільванія)
Ловер-Ченсфорд Тауншип (англ. Lower Chanceford Township) — селище (англ. township) в США, в окрузі Йорк штату Пенсільванія. Населення — 3031 особа (2020).

## Демографія
Згідно з переписом 2010 року, у селищі мешкало 3028 осіб у 1054 домогосподарствах у складі 808 родин. Було 1221 помешкання
Расовий склад населення:
| - 97,5 % — білих - 0,5 % — чорних або афроамериканців - 0,3 % — азіатів - 0,2 % — корінних американців |

До двох чи більше рас належало 1,2 %. Частка іспаномовних становила 0,9 % від усіх жителів.
За віковим діапазоном населення розподілялося таким чином: 27,3 % — особи молодші 18 років, 61,0 % — особи у віці 18—64 років, 11,7 % — особи у віці 65 років та старші. Медіана віку мешканця становила 38,2 року. На 100 осіб жіночої статі у селищі припадало 103,9 чоловіків;  на 100 жінок у віці від 18 років та старших — 101,4 чоловіків також старших 18 років.
Середній дохід на одне домашнє господарство  становив 75 061 долар США (медіана — 64 500), а середній дохід на одну сім'ю — 83 685 доларів (медіана — 70 743). Медіана доходів становила 49 292 долари для чоловіків та 31 403 долари для жінок. За межею бідності перебувало 9,4 % осіб, у тому числі 15,5 % дітей у віці до 18 років та 9,5 % осіб у віці 65 років та старших.
Цивільне працевлаштоване населення становило 1539 осіб. Основні галузі зайнятості: освіта, охорона здоров'я та соціальна допомога — 20,5 %, будівництво — 17,2 %, виробництво — 11,1 %, роздрібна торгівля — 8,6 %.